# Байтереков, Сейдолла
Сейдолла Байтереков (каз. Сейдолла Бәйтереков; 10 мая 1945 — 23 мая 1998) — казахский композитор, дирижёр, педагог. Заслуженный деятель культуры Казахстана (1994).

## Биография
В 1956 поступил в музыкальную школу г. Кентау по классу аккордеона, где преподаватели заметили музыкальное дарование С. Байтерекова. Сейчас эта единственная музыкальная школа в г. Кентау, которая в 1999 году была названа его именем.
После окончания школы уехал в г. Москву, где поступил в железнодорожный институт, но проучился недолго, поняв, что техническая профессия — не его призвание. Вернулся в Казахстан. В сентябре 1962 года С. Байтереков поступает в Целиноградский сельскохозяйственный институт, откуда был призван в армию. Служил до 1965 года в музыкальном взводе в г. Самарканд Узбекской ССР.
После демобилизации поступил в музыкальное училище г. Чимкента, где овладел навыками игры на разных музыкальных инструментах. Продолжил обучение в Казахской консерватории им. Курмангазы, которую окончил в 1977 году по специальности «Хоровое дирижирование», и начал там же преподавательскую деятельность. 1977 год был знаменателен для С. Байтерекова ещё и триумфальным выступлением его песни «Алия» на слова Б. Тажибаева, которая завоевала Гран-при на фестивале «Золотой Орфей» в Болгарии.
С. Байтереков работал преподавателем Алма-Атинской консерватории до 1992 года, а затем стал художественным руководителем и дирижером гастрольно-концертного объединения «Казахконцерт», где уделял большое внимание развитию творческих возможностей молодых исполнителей.
С 1990 и до смерти — руководитель Государственной студии звукозаписи «Саз».
Скончался 23 мая 1998 года, похоронен на Кенсайском кладбище.

## Творчество
С. Байтереков — композитор и универсальный музыкант, творил не только в крупных жанрах, например, симфонии, но и отлично знал такие современные жанры, как джаз.
Автор музыки ко многим мультфильмам, кинофильмам («Зять из провинции», «Запах полыни»), драматическим постановкам («Сақал саудасы», «Тастама отты, Прометей», «Турандот ханшайым», «Мен iшпеген у бар ма?», «Сказка о домбре и голубом цветке», «Махаббат аралы»), мюзикла «Ерте, ерте, ертеде…» и других. Примечательны его самые последние симфонические произведения — симфоническая сюита «Жібек жолы» и музыка к документальному фильму «АЛЖИР» («Акмолинский лагерь жен изменников Родины»), включающее произведение «Реквием».
Композитор-песенник. Песни «Әлия», «Күнге табыну», «Дос туралы жыр», «Түркістан», «Өмір-өмір», «Мөлдір сезім», «Түсінбедім», «Бip болайық», «Сағындым даусыңды», «Аман бол» и многие другие являются одними из самых любимых песен широкого круга слушателей как в Казахстане, так и за его пределами.
Музыка, написанная С. Байтерековым, исполнялась в Чехии и Словакии, Польше, Болгарии, Югославии, Турции, Украине, Иране, Корее.
Симфоническая музыка, хоровые произведения, музыка к кино и театральным постановкам Казахского государственного академического театра драмы им. М. Ауэзова и Государственного казахского театра для детей и юношества им. Г. Мусрепова отличаются ярким синтезом народных традиций и современных средств музыкальной выразительности.